# Конакри
Конакри (фр. Conakry, Konakry) је главни и највећи град Гвинеје са 1.871.185 становника (стање 1. јануара 2005).

## Географија

### Клима
| Клима Конакрија (1961–1990)   | Клима Конакрија (1961–1990) | Клима Конакрија (1961–1990) | Клима Конакрија (1961–1990) | Клима Конакрија (1961–1990) | Клима Конакрија (1961–1990) | Клима Конакрија (1961–1990) | Клима Конакрија (1961–1990) | Клима Конакрија (1961–1990) | Клима Конакрија (1961–1990) | Клима Конакрија (1961–1990) | Клима Конакрија (1961–1990) | Клима Конакрија (1961–1990) | Клима Конакрија (1961–1990) |
| Показатељ \ Месец             | .Јан.                       | .Феб.                       | .Мар.                       | .Апр.                       | .Мај.                       | .Јун.                       | .Јул.                       | .Авг.                       | .Сеп.                       | .Окт.                       | .Нов.                       | .Дец.                       | .Год.                       |
| ----------------------------- | --------------------------- | --------------------------- | --------------------------- | --------------------------- | --------------------------- | --------------------------- | --------------------------- | --------------------------- | --------------------------- | --------------------------- | --------------------------- | --------------------------- | --------------------------- |
| Максимум, °C (°F)             | 32,2 (90)                   | 33,1 (91,6)                 | 33,4 (92,1)                 | 33,6 (92,5)                 | 33,2 (91,8)                 | 31,8 (89,2)                 | 30,2 (86,4)                 | 29,9 (85,8)                 | 30,6 (87,1)                 | 30,9 (87,6)                 | 32,0 (89,6)                 | 32,2 (90)                   | 31,9 (89,4)                 |
| Просек, °C (°F)               | 26,1 (79)                   | 26,5 (79,7)                 | 27,0 (80,6)                 | 27,4 (81,3)                 | 27,5 (81,5)                 | 26,5 (79,7)                 | 25,5 (77,9)                 | 25,2 (77,4)                 | 25,6 (78,1)                 | 26,3 (79,3)                 | 27,0 (80,6)                 | 26,6 (79,9)                 | 26,4 (79,5)                 |
| Минимум, °C (°F)              | 19,0 (66,2)                 | 20,2 (68,4)                 | 21,2 (70,2)                 | 22,0 (71,6)                 | 20,7 (69,3)                 | 20,2 (68,4)                 | 20,4 (68,7)                 | 20,8 (69,4)                 | 20,7 (69,3)                 | 20,4 (68,7)                 | 21,0 (69,8)                 | 20,1 (68,2)                 | 20,6 (69,1)                 |
| Количина кише, mm (in)        | 1 (0,04)                    | 1 (0,04)                    | 3 (0,12)                    | 22 (0,87)                   | 137 (5,39)                  | 396 (15,59)                 | 1,130 (44,49)               | 1,104 (43,46)               | 617 (24,29)                 | 295 (11,61)                 | 70 (2,76)                   | 8 (0,31)                    | 3,784 (148,98)              |
| Дани са кишом (≥ 1.0 mm)      | 0                           | 0                           | 0                           | 2                           | 9                           | 18                          | 27                          | 27                          | 22                          | 17                          | 6                           | 1                           | 129                         |
| Релативна влажност, %         | 71                          | 70                          | 68                          | 70                          | 74                          | 81                          | 85                          | 87                          | 85                          | 81                          | 79                          | 73                          | 77                          |
| Сунчани сати — месечни просек | 223                         | 224                         | 251                         | 222                         | 208                         | 153                         | 109                         | 87                          | 135                         | 189                         | 207                         | 214                         | 2.222                       |
| Извор: NOAA                   |                             |                             |                             |                             |                             |                             |                             |                             |                             |                             |                             |                             |                             |

## Историја
Град је прво основан на острву Тамбо да би се затим проширио на полуострво Калум. Град је основан пошто су Британци предали острво Француској 1887. Постао је главни град Француске Гвинеје 1904. и развијао се као извозна лука, нарочито пошто је отворена железничка пруга (сада затворена) ка граду Канкан у унутрашњости земље. Године 1970, сукоб између португалских снага и ПАИГЦ у суседној Португалској Гвинеји (данашња Гвинеја Бисао се проширио на Гвинеју када се група од 350 португалских војника и гвинејских дисидената искрцала у близини Конкарија, напала град, и ослободила стотине португалских ратних заробљеника које је ту држао ПАИГЦ пре него што су их отерале локалне трупе.

## Административна подела
Данас, град се проширио дуж полуострва да би формирао пет главних дистрикта. Дистрикти су: Калум (центар града), Диксин (у коме се налази универзитет и многе амбасаде), Ратома (познат по ноћном животу), Матама и Матото у коме се налази аеродром. 

## Привреда
Конакри је гвинејски највећи град, административни, економски и комуникацијски центар. Економија града се великим делом ослања на луку кроз коју пролази извоз алуминијума и банана. Град има и прехрамбену индустрију. Просечно становници Конакрија месечно зарађују 225.000 гвинејских франака што представља око 45 долара. 

## Знаменитости
Атракције града су: Национални музеј, више пијаца, Палата народа, велика џамија, ботаничка башта, политехнички институт и оближња острва Лос. 

### Архитектура
- Палата Мохамеда V[2]
- Председничка палата[3]
- Палата народа[4]

### Болнице
- Донка болница
- Игнес Дин болница[5]
- Клиника Амброз Паре[6]
- Клиника Пастер

### Култура
- |Сандервилски национални институт[7]
- Националана библиотека Гвинеје и Национални архив Гвинеје[7]
- Камп Бојро[8]
- Монумент 22. новембар 1970[9]

### Паркови и баште
- Врт 2 октобар[10]
- Ботаничка башта[11]

### Универзитети и образовање
- Колеџ Гбесија центар
- Колеџ Сен-Мари
- Гамал Абдел Насеров универзитет (Политехнички институт Конакрија)[12][13]
- Национални геофизички институт[14]
- Универзитет Кофи Анан[15]

## Партнерски градови
- Фритаун